# سيلوريغو
سيلوريغو (بالإسبانية: Cellorigo)‏ هي قرية تقع في منطقة الحكم الذاتي في لاريوخا ، إسبانيا. تبلغ مساحة البلدية 12.43 كيلومتر مربع (4.80 ميل2)؛ بلغ عدد سكانها 12 شخصا حسب إحصائيات عام 2018.